# 2011年ポーランド議会選挙
2011年ポーランド議会選挙は、中欧地域に位置するポーランド共和国の立法府である国会を構成する議員を選出するために行われる総選挙で、2011年10月9日に投票が行われた。

## 概要
ポーランド国会の議員任期4年が満了したことによる選挙である。8月4日、ブロニスワフ・コモロフスキ大統領は議会選挙投票日を事前予告の通り、10月9日に実施することを公表した。ポーランドの議会選挙は上下両院の全議員を一斉に改選する。今回の選挙から上院では小選挙区制が導入されると共に、クォーター制も導入され各政党の候補者名簿は男女比35％以上とすることが求められた。

## 基礎データ
投票日：2011年10月9日

### 下院選挙
- 定数：460議席
- 選挙制度：比例代表制（ドント方式）。
- 選挙区：41選挙区。16県を基礎に、人口が多い一部の県は分割して複数選挙区とする。
- 選挙権：18歳以上のポーランド国民
- 被選挙権：21歳以上のポーランド国民
- 阻止条項（多党乱立の防止が目的）：総投票数5％以上（政党連合は8％以上）。少数民族政党は阻止条項制度の対象外。

### 上院選挙
- 定数：100議席
- 選挙制度：小選挙区制
- 選挙区：100選挙区
- 選挙権：18歳以上のポーランド国民
- 被選挙権：30歳以上のポーランド国民

出典：『ポーランド事情』2011年版、47～48頁　

## 主要政党
8月22日、国家選挙管理委員会は政党の選挙委員会からの議会選挙への登録を締め切った。選挙管理委員会が受理した政党数は106政党で、このうち80以上の選挙委員会は上院選挙にのみ出馬を予定している。以下に主要政党（国会に議席を有する政党）を取り上げる。

### 与党
PO 市民プラットフォーム（市民綱領）
中道右派政党でドナルド・トゥスク首相与党。選挙スローガンは「ポーランドは建設中」。政治立場は保守主義（穏健主義）。哲学者レシェク・コワコフスキの再定義した「市民」の概念に基づいて「反急進主義」を明確に政党の綱領に定め、徹底して漸進主義の立場を採る。個人の自由は目指すが伝統や慣習からの急速な逸脱は避け、また市場原理を導入することがあっても拙速な拡大は避ける、という穏健的かつ漸進的な改革を行っている。旧「連帯」系。
PSL ポーランド農民党　
中道右派政党でPOと連立政権を構成している。ヴァルデマル・バヴラク副首相が党首。農村部の比較的裕福な農業従事者が支持基盤。選挙スローガンは「人間最優先」。欧州伝統の政治思想である農民主義（アグラリアニズム）の系譜で保守主義（穏健主義）。POとともに穏健的改革を志向。ポーランド国民党と称する場合もあり。

### 野党
PiS 法と正義
右派政党。2005年選挙でヤロスワフ・カチンスキ党首が首相となったが、前回2007年選挙で与党から野党に転落した。カチンスキ党首が続投中。大衆主義（ポピュリズム）。復古主義的改革を志向。カトリックの価値観にもとづき、伝統や慣習を基準として個人の自由を制限し、社会保障制度の充実による高福祉社会の実現を目指す。経済の規制緩和や国営企業の民営化に関してはPOよりもさらに慎重な姿勢を採る。他国の右翼勢力と異なり人種差別やユダヤ人差別に対して激しく反対し、ローマ・カトリックの追求する世界市民主義（コスモポリタニズム）と融合している点にその独自性がある（カリシュの法令、コンスタンツ公会議、黄金の自由、5月3日憲法などに見られるように、ポーランドの社会はその伝統的社会思想が多民族・多文化共存であるというユニークな特徴がある）。旧「連帯」系。
SLD 民主左翼連合
中道左派政党。選挙スローガンは「不安のない明日（将来）」。党首は37歳のグジェゴシュ・ナピェラルスキ。社会民主主義を採り、個人の自由拡大と高福祉社会の両立を志向。旧統一労働者党（共産主義国家ポーランド人民共和国時代の与党）の後継政党。
PJN ポーランドが最も重要　　
右派政党で、PiSを離脱した議員を中心に結成された政党。大衆主義（ポピュリズム）。旧「連帯」系。
RP パリコット支持運動
POを離脱した下院議員ヤヌシュ・パリコットを中心に結成された。自由至上主義（リバタリアニズム）。POの穏健的・漸進的改革を手ぬるいとし、徹底した市場原理主義と個人の自由および権利の急速な拡大を志向する急進的な改革を訴えて野心的な若者、個人主義的な都市住民、および高所得者の間で急速に支持を集めている。旧「連帯」系。
MN ドイツ少数民族
ポーランド国内に居住するドイツ系住民の政党。少数民族政党として認められている政党のひとつで、阻止条項（得票率5%足切り）の対象外。

## 選挙結果
|                  | 上院       | 下院       |
| ---------------- | ---------- | ---------- |
| 登録有権者数     |            | 30,512,850 |
| 投票用紙発行枚数 | 15,076,012 | 15,076,705 |
| 投票者数         | 15,048,260 | 15,050,027 |
| 投票率           | 48.92%     | 48.92%     |
| 有効得票数       | 14,531,462 | 14,369,503 |
| 有効投票率       | 96.57%     | 95.48%     |

Wyniki głosowania w okręgach wyborczych(Sejm)。Wyniki głosowania w okręgach wyborczych(Senat)（2011年10月12日閲覧）

### 下院

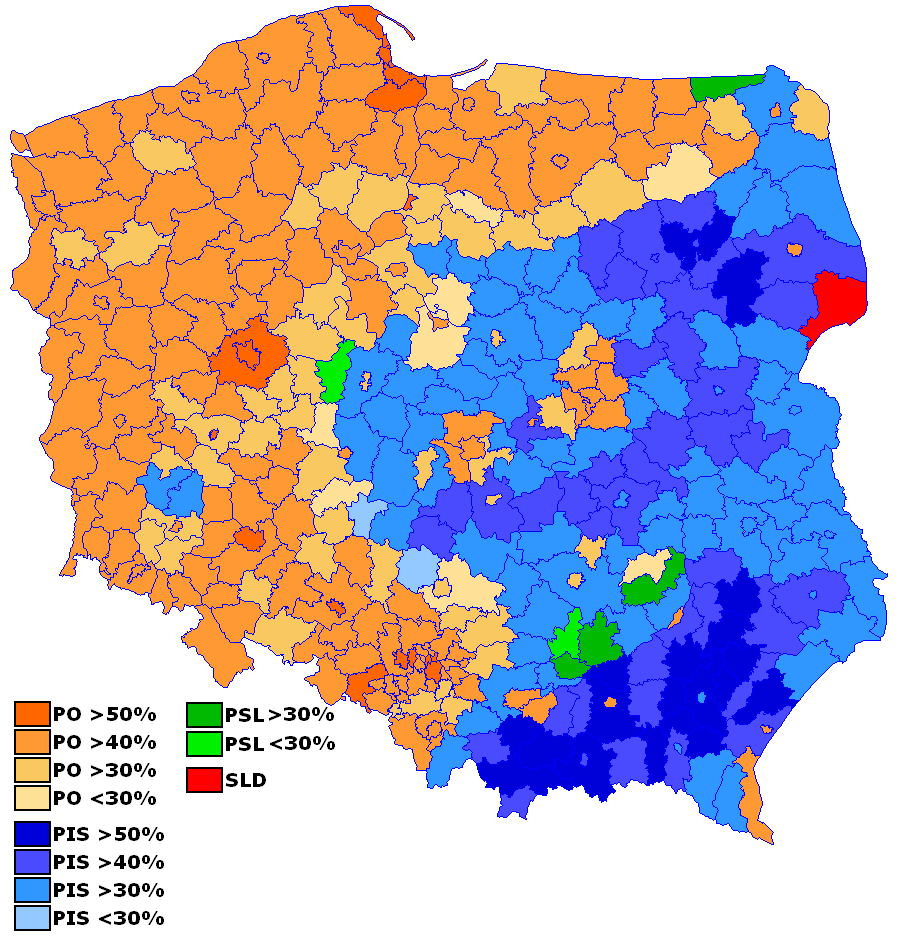
下院選挙における政党支持分布（郡別）

| 党派                     | 得票数    | 得票率 | 前回比 | 議席数 | 前回比 | 政治理念                           |
| ------------------------ | --------- | ------ | ------ | ------ | ------ | ---------------------------------- |
| PO 市民プラットフォーム  | 5,629,773 | 39.18% | -2.33  | 207    | -2     | 保守主義（個人右派、経済右派）     |
| PiS 法と正義             | 4,295,016 | 29.89% | -2.22  | 157    | -9     | 大衆主義（個人右派、経済左派）     |
| RP パリコット支持運動    | 1,439,490 | 10.02% |        | 40     | +40    | 自由至上主義（個人左派、経済右派） |
| PSL ポーランド農民党     | 1,201,628 | 8.36%  | -0.55  | 28     | -3     | 保守主義（個人右派、経済右派）     |
| SLD 民主左翼連合         | 1,184,303 | 8.24%  | -4.91  | 27     | -26    | 社会民主主義（個人左派、経済左派） |
| MN ドイツ少数民族        | 28,014    | 0.19%  | -0.01  | 1      | ±0     | 保守主義（個人右派、経済右派）     |
| PJN ポーランドが最も重要 | 315,393   | 2.19%  |        | 0      |        | 大衆主義（個人右派、経済左派）     |

- 出典：Wyniki wyborow(Sejm)（2011年10月14日閲覧）。Wyniki glosowania(Sejm)（2011年10月12日閲覧）。本表では議席を得た政党と次点の政党のみ掲載。
- 4種の政治理念については、「ノーラン・チャート」の記事を参照。

### 上院

上院選挙党派別議席分布地図

| 党派                           | 議席数 | 政治的立場       |
| ------------------------------ | ------ | ---------------- |
| PO 市民プラットフォーム        | 63     | 保守主義         |
| PiS 法と正義                   | 31     | 大衆主義         |
| PSL ポーランド農民党           | 2      | 保守主義         |
| Wyborców Cimoszewicz do Senatu | 1      | （個人、無所属） |
| Wyborców Kazimierza Kutza      | 1      | （個人、無所属） |
| Wyborców Marka Borowskiego     | 1      | （個人、無所属） |
| Wyborców Rafał Dutkiewicz      | 1      | （個人、無所属） |

出典：Wyniki wyborow(Senat)
選挙の結果、トゥスク首相与党である「市民プラットフォーム」（PO）が下院において4割近い得票率を獲得して第1党を維持した。与党の一角を占める「ポーランド農民党」（PSL）は得票率はほぼ前回並み、議席数は3議席減となった。この結果、POとPSLの両党で下院の過半数を上回り、89年の民主化以降では初めて政権与党の続投が事実上決定した。トゥスク首相はPSLとの連立政権維持に乗り出した。
最大野党の「法と正義」（PiS）は第2党に留まり、政権奪回は成らなかった。党結成後の初めての選挙となったカトリック教会を批判するリベラル系の新党「パリコット支持運動」（RP）は第3党に躍進した。一方、選挙前、第3党であった中道左派政党「民主左翼連合」（SLD）は得票を5％近く減らした上、議席を半分近く減らして第5党に転落、惨敗した。
地域別に選挙結果を比較した場合、第1党のPOは北部と西部及びワルシャワなど都市部で支持を多く集めたのに対し、第2党のPiSは東部の農村地域を中心に支持を多く集め、地域によって両党の支持が二分される結果となった。　